# Het bal van gravin Adler
Het bal van Gravin Adler is een spionageroman van auteur Gérard de Villiers en is het 21e deel uit de S.A.S.-reeks met als protagonist de Oostenrijkse prins en freelance CIA-agent Malko Linge.

## Het verhaal
Malko organiseert een bal ter ere van de verjaardag van zijn verloofde Alexandra. Op het bal zijn een aantal personen aanwezig waarvan Malko de aanwezigheid niet op prijs stelt maar door zijn opdrachtgever, de Amerikaanse CIA, des te meer.
De prachtige gravin Samantha Adler is present op het feest in het gezelschap van Boris Okolov, een kolonel van de Sovjetstrijdkrachten en wil overlopen naar het Westen. En het is de taak van Malko om deze overloop succesvol te laten verlopen.
Hij wordt hierin echter gehinderd door de geheimzinnige Brit Gideon en de mooie Yasmina. Willen zij de kolonel doen overlopen naar hun opdrachtgevers? In Roemenië komt het uiteindelijk tot een spannende ontknoping.

## Personages
- Malko Linge, Oostenrijkse prins en CIA-agent
- Alexandra Vogel, Malko's verloofde
- Gravin Samantha Adler
- Kolonel Boris Okolov